# José de San Martín
José Francisco de San Martín (25. února 1778, Místokrálovství Río de la Plata – 17. srpna 1850, Boulogne-sur-Mer) byl jedním z nejvýznamnějších latinskoamerických vůdců boje za nezávislost kontinentu na Španělsku. V Argentině je považován za národního hrdinu a v Peru za osvoboditele země.

## Dětství a mládí
Narodil se v městečku Yapeyú ve španělské kolonii Río de la Plata (v dnešní argentinské provincii Corrientes) jako syn španělského vojáka a guvernéra Juana de San Martín.
Jeho matka Gregoria Matorras del Ser se narodila rovněž ve Španělsku a její strýc byl guvernérem Tucumánu.
V roce 1781 se rodina přestěhovala do Buenos Aires a o dva roky později do města Cádiz. Studoval na vojenské škole v Madridu a Malaze, kde se učil kastilštině, latině, francouzštině, němčině, matematice, historii, tanci i šermu, kreslení, poezii a rétorice i zeměpisu.
Svou vojenskou kariéru započal v jedenácti letech, kdy vstoupil k murcijskému regimentu. Bojoval proti Maurům u Oranu a Melilly v severní Africe.
V roce 1811 ukončil svou kariéru ve španělské armádě a vydal se do Buenos Aires. V Londýně se mimo jiné setkal s Carlosem de Alvear, Josem Zapiolem, Andresem Bellem či Tomasem Guidem. Roku 1821 dobyl Limu a vyhlásil Peru nezávislou republikou.
Po neshodách se Simonem Bolívarem odešel v roce 1822 do Francie.

## Rodina
V roce 1812 se oženil s Marií de los Remedios de Escalada y la Quintana, která mu porodila dceru Marii de las Mercedes Tomasa de San Martín y Escalada.